# Baldwyn Leighton (8e baronnet)
Pour les articles homonymes, voir Baldwyn (homonymie).
Baldwyn Leighton, 8e baronnet (27 octobre 1836 - 22 janvier 1897)  est un homme politique du Parti conservateur britannique qui siège à la Chambre des communes de 1877 à 1885. 

## Biographie
Il est le fils de Baldwin Leighton (7e baronnet) et de son épouse Mary Parker, fille de Thomas Netherton Parker de Sweeney Hall, Shropshire. Il fait ses études au Collège d'Eton et à Christ Church, Oxford, où il obtient son diplôme en 1859. Il sert comme cornet dans la cavalerie de Yeomanry de Salopian du sud et est juge de paix et lieutenant adjoint pour Shropshire. En 1871, il hérite du titre de baronnet à la mort de son père. Leighton se classe comme un conservateur libéral et publie plusieurs brochures sur "Poor Law" et "Labour" par exemple. Il a également publié "Lettres du défunt Edward Denison MP" . 
En août 1877, Leighton est élu lors d'une élection partielle en tant que député du Sud Shropshire. Il occupe le siège jusqu'à ce que la circonscription soit abolie en 1885. 
Leighton est décédé à l'âge de 60 ans et est enterré dans le cimetière paroissial de son siège familial, Loton Park, à Alberbury, Shropshire. 
Leighton épouse Eleanor Leicester Warren (1841-1914), fille de George Warren (2e baron de Tabley). Leur fils Bryan Leighton lui succède comme baronnet. Le frère de Leighton, Stanley Leighton, est également député du Shropshire. 